# ژان استاس
ژان استاس (فرانسوی: Jean Stas‎؛ زاده ۲۱ اوت ۱۸۱۳ - درگذشته ۱۳ دسامبر ۱۸۹۱) یک شیمی‌دان و پزشک اهل بلژیک بود.

## زندگی و حرفه
استاس در لون متولد شد و در ابتدا به عنوان یک پزشک آموزش دیده بود. او بعداً به شیمی دان تبدیل شد و در مدرسه اکول پلی تکنیک در پاریس تحت هدایت ژان باتیست دوما کار کرد. استاکس و دوما برای بدست آوردن وزن اتمی کربن، با وزن یک نمونه از کربن خالص، آن را در اکسیژن خالص سوزاندند و سپس دی اکسید کربن تولید شده را وزن کردند.
در سال ۱۸۴۰، استاس به عنوان استاد در دانشکده نظامی سلطنتی در بروکسل منصوب شد. او با شناخت وزن عناصر دقیق تر از گذشته، با استفاده از یک عدد اتمی ۱۶برای اکسیژن به عنوان استاندارد خود، شهرت جهانی را به دست آورد. نتایج او، فرضیه فیزیکدان انگلیس ویلیام پروات را رد کرد که تمام وزن اتمی باید عدد صحیحی از هیدروژن باشد. این اندازه گیری های دقیق اتمی به استاس کمک کرد که پایه ای برای سیستم دوره ای عناصر دیمیتری مندلیف و دیگران را بنیان بگذارد.

استاس از کار پیشگام لاووازیه و مقاله خود برای حفاظت از جرم، آزمایشهای طولانی و جامع از دقت این قانون در واکنشهای شیمیایی  حمایت کرد، هرچند که با اهداف دیگر انجام شد. تحقیق او  نشان داد که در برخی واکنش ها از دست دادن یا افزایش بیش از ۲ تا ۴ قسمت در ۱۰۰۰۰۰بود. تفاوت در دقت که از سوی لاووازیه به دست آمده در مقایسه با دقتی که توسط مورلی و استاس و به دست آمده است بسیار زیاد است. 

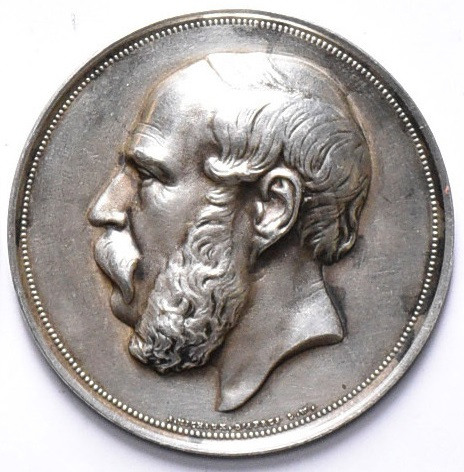
نشان یادبود ژان استاس که توسط میچاکس طراحی شده است.

در سال ۱۸۵۰، استاس شواهدی مبنی بر اینکه Hippolyte Visart de Bocarmé، کُنت بلژیک، برادر ناتنی خود را با نیکوتین مسموم و به قتل رسانده است، ارائه نمود.
استاس در سال ۱۸۶۹به دلیل مشکلات آوایی ناشی از یک بیماری گلو بازنشسته شد. او به معاون ضرابخانه منصوب شد، اما در سال ۱۸۷۲استعفا داد؛ زیرا با سیاست پولی دولت مخالفت کرد. ژان استاس در بروکسل فوت کرد و در لون دفن شد.

## یادبود
در ۵ مه ۱۸۹۱، یک مراسم یادبود بمناسبت پنجاهمین سالگرد عضویت ژان سروایس استاس در آکادمی سلطنتی بلژیک برگزار شد. نویسندگان مختلف درباره مشارکت علمی قابل توجه او صحبت کردند. به افتخار او توسط آلفونس میچاکس، هنرمند بلژیکی، مدال یادبودی همراه با یک آلبوم حاوی مطالبی که توسط دانشمندان از سراسر جهان در مورد او نوشته شده بود، معرفی گردید.